# Husayin Norchayev
Husayin Norchayev (Yakkabog, 6 febbraio 2002) è un calciatore uzbeko, di ruolo attaccante.

## Palmarès

### Club

#### Competizioni nazionali
- Coppa dell'Uzbekistan: 2

Nasaf Qarshi: 2021, 2022
- Supercoppa dell'Uzbekistan: 1

Nasaf Qarshi: 2025